# 霍斯特·施通普夫
霍斯特·施通普夫（德語：Horst Stumpff，1887年11月20日—1958年11月25日）是二战期间德国国防军的一名將領。他是骑士铁十字勋章的获得者。
1938年1月1日，施通普夫被任命为第3装甲旅的指挥官，并于1939年3月1日晋升为少将，并在入侵波兰期间领导该旅。1939年10月7日，他被任命为第3装甲师师长，1940年11月，他被任命为新成立的第20装甲师师长，并于1941年2月1日晋升为中将。他在东线领导该师，并于1941年9月29日担任被授予骑士铁十字勋章，但不久之后他被转移到元首预备役。
1942年4月，施通普夫被任命为哥尼斯堡征兵区的军事督察。1944年7月，他成为补充军中装甲部队的监察长，并于1944年晋升为装甲兵上將。他在汉堡去世，享年71岁。

### 引用
1. ↑  Fellgiebel 2000, p. 417.

### 文獻
- Fellgiebel, Walther-Peer.  [The Bearers of the Knight's Cross of the Iron Cross 1939–1945 — The Owners of the Highest Award of the Second World War of all Wehrmacht Branches]. Friedberg, Germany: Podzun-Pallas. 2000 [1986]. ISBN 978-3-7909-0284-6 （德语）.